# مايلز مارشال لويس
مايلز مارشال لويس (بالإنجليزية: Miles Marshall Lewis)‏ هو ناقد موسيقي وصحفي أمريكي، ولد في 18 ديسمبر 1970 في ذا برونكس في الولايات المتحدة.

## وصلات خارجية
- مايلز مارشال لويس على موقع IMDb (الإنجليزية)
- مايلز مارشال لويس على موقع كينوبويسك (الروسية)